# 阿奧洛
阿奧洛（英語：Aoloau）是位於美屬薩摩亞圖圖伊拉島西部的一座村莊。它座落於帕果帕果西南8公里（5英里）處的內陸地區，位於圖圖伊拉中部平原的高處。它的海拔高度為1,340英尺（410公尺）。
根據2010年美國人口普查的數據顯示，阿奧洛的居住人口有615人。而根據2000年美國人口普查的數據顯示，該村莊的人口為778人，其中53%為男性。兩次人口普查都發現百分之五十以上的人口年齡在五十歲或以下。